# (16912) Рианнон
(16912) Рианнон (валл. Rhiannon) — околоземный астероид из группы Амура (II), который был открыт 2 марта 1998 года в рамках астрономического обзора ODAS в исследовательском центре CERGA и назван в честь Рианнон, богини лошадей в валлийской мифологии.

Орбита астероида Рианнон и его положение в Солнечной системе
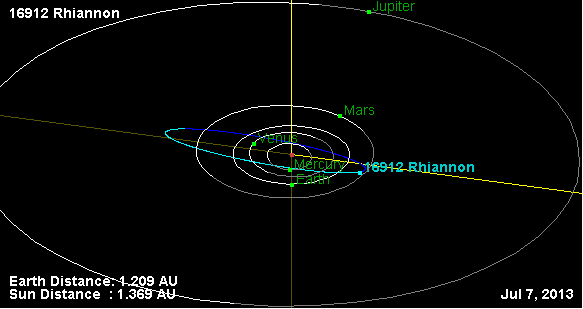
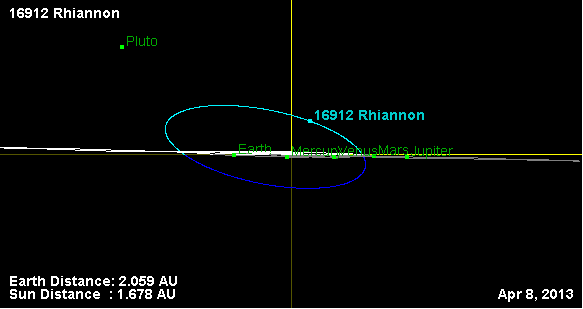
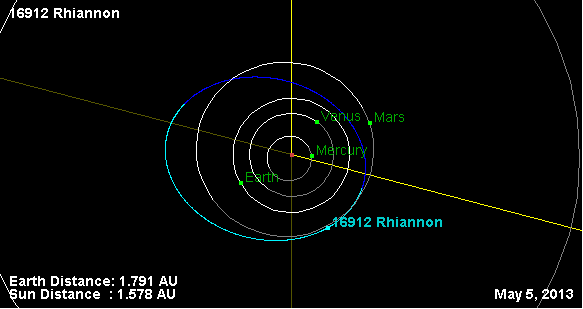

## В культуре
- В романе Роберта Ибатуллина «Роза и червь» описывается вымышленный мир будущего, в котором астероид Рианнон терраформирован и используется как «фабрика по производству людей».